# 믹소사우루스
믹소사우루스(Mixosaurus)는 중생대 트라이아스기에 서식한 어룡이다. 오늘날 아시아, 북아메리카 대륙에서 서식했다. 화석은 중국, 이탈리아, 캐나다 등에서 발견되었다. 전체 몸 길이는 약 1m정도 이고, 몸 뒷 부분의 지느러미는 짧고, 꼬리는 반달 모양이다. 강한 물갈퀴로 바닷속을 자유롭게 헤엄쳤을 것으로 보인다. 또 믹소사우루스는 알을 낳지 않고, 새끼를 낳았다. 발견된 화석에서는 뱃속에 7마리의 새끼가 함께 있는 것도 있다.